# Chiesa di Sant'Andrea (Carpineti)
La chiesa di Sant'Andrea è un luogo di culto risalente all'XI secolo costruito all'interno delle mura del Castello delle Carpinete, vicino a Carpineti.

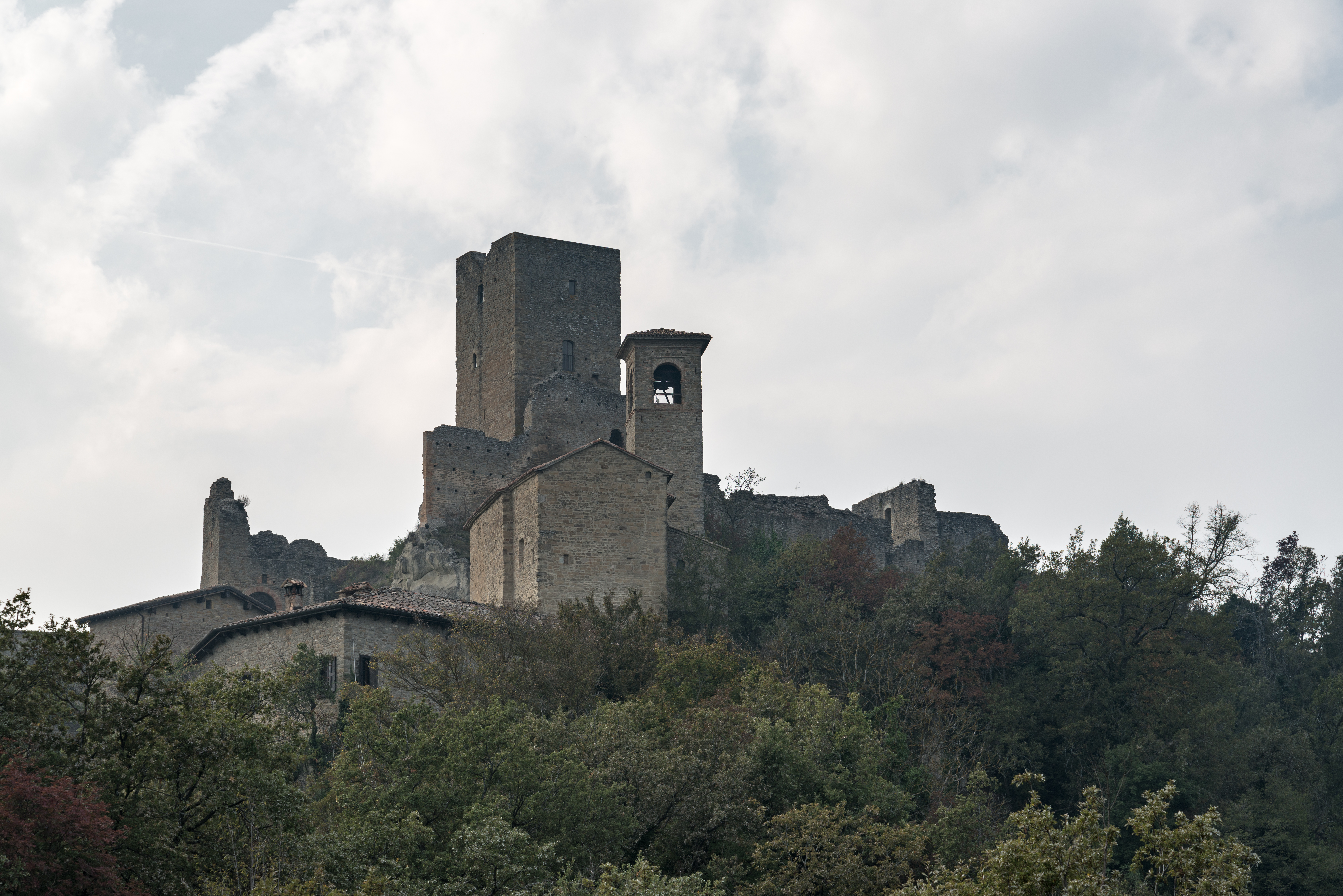
Veduta della chiesa e del castello

## Storia
La costruzione è coeva a quella dell'adiacente castello delle Carpinete. Venne consacrata il 20 settembre 1117 dal vescovo Bonseniore. Nel 1543 risulta fosse quasi diroccata. Venne ristrutturata nel 1902, come indicato da una lapide sulla porta esterna. Un altro restauro si è avuto nei primi anni novanta del XX secolo.

## Descrizione
L'edificio ha la pianta ad aula ed abside rettangolare. Nella facciata a capanna c'è il portale con un architrave con lunetta superiore decorata con un fregio in stile romanico e, al centro, c'è una finestra modanata.
L'interno a navata unica, è spoglio dagli arredi sacri.